# Nannette Streicher
Nannette Streicher, född 1769, död 1833, var en österrikisk pianomakare, kompositör, musiklärare och författare. 
Hon var dotter till pianomakaren Johann Andreas Stein (1728–1792), som hade ett pianoföretag i Augsburg. Hon gifte sig 1793 med musikern Johann Andreas Streicher (1761–1833). Efter faderns död 1792 skötte hon med stor framgång hans pianoföretag i samarbete med sin bror, make och son. 
Nannette Streicher uppträdde tidigt vid både offentliga och privata konserter som pianist, och framträdde också en tid 1787 som sångerska. Hon utgav sina egna kompositioner. Hon var personlig vän till Beethoven, och deras korrespondens finns bevarad.
Scenkonstmuséet i Stockholm har i sina samlingar två instrument som gjorts av henne.